# Voices (Sabrina Salerno)
Voices è un singolo della cantante pop italiana Sabrina Salerno, pubblicato il 30 novembre 2018.

## Descrizione
Scritta da Sabrina Salerno assieme a due giovani autori spagnoli, George Santana e Javy I. Seifert, la canzone è caratterizzata da sonorità synth pop. La cantante ha presentato il brano attraverso la seguente dichiarazione:
Il 18 gennaio 2019 sono stati pubblicati tre remix del brano e una versione cantata in lingua francese.

## Video musicale
Il videoclip del brano, diretto da Mauro Lovisetto, è stato pubblicato sul canale Vevo-YouTube della cantante lo stesso giorno di pubblicazione della canzone.

## Tracce
Download digitale
Testi di Sabrina Salerno, George Santana e Javier I. Viera, musiche di Mauro Ferrucci, Tommy Vee e George Santana.
1. Voices – 2:26

Download digitale - Voices (The Remixes)
1. Voices (Keller Remix) – 3:54
2. Voices (Roy Malone King Mix) – 5:04
3. Voices (90's Mix) – 3:06

Download digitale - Voices (French Version)
1. Voices (French Version) – 2:24